# ALKBH4
(пол.)
ALKBH4 (англ. AlkB homolog 4, lysine demethylase) – білок, який кодується однойменним геном, розташованим у людей на 7-й хромосомі. Довжина поліпептидного ланцюга білка становить 302 амінокислот, а молекулярна маса — 33 838.
| 10         |  | 20         |  | 30         |  | 40         |  | 50         |
| ---------- |  | ---------- |  | ---------- |  | ---------- |  | ---------- |
| MAAAAAETPE |  | VLRECGCKGI |  | RTCLICERQR |  | GSDPPWELPP |  | AKTYRFIYCS |
| DTGWAVGTEE |  | SDFEGWAFPF |  | PGVMLIEDFV |  | TREEEAELVR |  | LMDRDPWKLS |
| QSGRRKQDYG |  | PKVNFRKQKL |  | KTEGFCGLPS |  | FSREVVRRMG |  | LYPGLEGFRP |
| VEQCNLDYCP |  | ERGSAIDPHL |  | DDAWLWGERL |  | VSLNLLSPTV |  | LSMCREAPGS |
| LLLCSAPSAA |  | PEALVDSVIA |  | PSRSVLCQEV |  | EVAIPLPARS |  | LLVLTGAARH |
| QWKHAIHRRH |  | IEARRVCVTF |  | RELSAEFGPG |  | GRQQELGQEL |  | LRIALSFQGR |
| PV         |  |            |  |            |  |            |  |            |

A: Аланін

C: Цистеїн

D: Аспарагінова кислота

E: Глутамінова кислота

F: Фенілаланін

G: Гліцин

H: Гістидин

I: Ізолейцин

K: Лізин

L: Лейцин

M: Метіонін

N: Аспарагін

P: Пролін

Q: Глутамін

R: Аргінін

S: Серин

T: Треонін

V: Валін

W: Триптофан

Кодований геном білок за функціями належить до оксидоредуктаз, фосфопротеїнів. 
Задіяний у таких біологічних процесах, як транскрипція, регуляція транскрипції, ацетилювання, альтернативний сплайсинг. 
Білок має сайт для зв'язування з молекулою актину, іонами металів, іоном заліза. 
Локалізований у цитоплазмі, ядрі.